# 参加 (野球)
参加（さんか）とは、野球における併殺の記録の一つ。野球用語。

## 定義
- 野球において守備側の記録となる併殺（三重殺含む）で、一つの併殺に関与した人数を参加という。

具体例
1. 6-4-3（遊撃手→二塁手→一塁手）と転送されて併殺となった場合は、参加は3である。
2. 3-6-3（一塁手→遊撃手→一塁手）と転送されて併殺となった場合は、参加は2である。
3. 左飛で本塁を狙った三塁走者を、遊撃手を中継し本塁で刺した併殺（7-6-2）の場合は、参加は3である。

- 併殺の参加の最少は1になる。
- 一連の併殺に関与した野手全員を参加とするので、ランダウンプレイで併殺が成立した場合は、参加が多くなる。

## 最多併殺参加
- 1969年8月29日のアトランタ・ブレーブスとシカゴ・カブスとの試合であった三重殺は、参加7で達成されている。